# Lyons (Nebraska)
Lyons é uma cidade localizada no estado americano de Nebraska, no Condado de Burt.

## Demografia
Segundo o censo americano de 2000, a sua população era de 963 habitantes.
Em 2006, foi estimada uma população de 896, um decréscimo de 67 (-7.0%).

## Geografia
De acordo com o United States Census Bureau, a localidade tem uma área de 1,8 km², sem área coberta por água. Lyons localiza-se a aproximadamente 394 m acima do nível do mar.

## Localidades na vizinhança
O diagrama seguinte representa as localidades num raio de 20 km ao redor de Lyons.